# Ахировые
Ахировые (лат. Achiridae) — семейство лучепёрых рыб из отряда камбалообразных. Обитают как в пресных, так и в морских водах Северной и Южной Америк. В семействе насчитывается 35 видов в 7 родах. Состоят в близком родстве с семейством солеевых. Глаза находятся на правой стороне, а нижняя губа с глазной стороной имеет отличительный мясистый обод. Спинной и анальный плавники, как правило, отделены от хвостового. Грудные плавники малы или отсутствуют. Это не очень крупные рыбы: известно, что крупнейший вид семейства Achirus achirus достигает 37 см.

## Классификация
В семейство включают 7 родов:
- Achirus Lacépède, 1802 — Ахиры
- Apionichthys Kaup, 1858 — Апионихты
- Catathyridium Chabanaud, 1928
- Gymnachirus Kaup, 1858 — Бесчешуйные языки
- Hypoclinemus Chabanaud, 1928 — Карибские морские языки
- Pnictes Jordan, 1919
- Trinectes Rafinesque, 1832 — Тринекты

Раньше в него включали ещё 2 рода:
- Achiropsis Steindachner, 1876 — Пресноводные языки[4]
- Soleonasus Eigenmann, 1912